# Lingyuanosaurus
Lingyuanosaurus – rodzaj wymarłego dinozaura, teropoda z grupy terizinozaurów, żyjącego w kredzie na terenie obecnych północno-wschodnich Chin. 
Jego pozostałości znaleziono w skałach grupy Jehol, znajdujących się w okolicy Sihedang w obrębie powiatu Lingyuan na terenie prowincji Liaoning w Chinach. Zarówno nazwa rodzajowa, jak i epitet gatunkowy odnoszą się do miejsca znalezienia skamieniałości. Datuje się je na wczesną kredę. Formacja geologiczna, do której zaliczają się skały otaczające skamieniałości, pozostaje przedmiotem debaty. Jedni autorzy uważają, że chodzi o formację Yixian, podczas gdy inni skały ze szczątkami teropoda zaliczają do formacji Jiufotang. Zwierzę było niewielkim przedstawicielem Therizinosauria. Badacze dostrzegli w nowo odkrytym dinozaurze mieszaninę cech pierwotnych i ewolucyjnie zaawansowanych. Wśród cech charakterystycznych kręgosłupa osiowego tego rodzaju autorzy jego opisu wymieniają złożoną blaszkowatą strukturę kręgów grzbietowych. Specyficzne dla rodzaju cechy miednicy obejmują pochylony talerz kości biodrowej, wysoki wyrostek przedpanewkowy, a mały wyrostek zapanewkowy, kość łonową o dobrze zbudowanej szypule. Charakterystyczne cechy kończyny dolnej wolnej to prosta, choć nie tak długa jak kość piszczelowa, ale dobrze zbudowana kość udowa, na której znajduje się krętarz mniejszy niewielkich rozmiarów. Wstępne wnioski nt. obecności cech mieszanych potwierdziła przeprowadzona analiza filogenetyczna, wedle której rodzaj zajmuje pozycję pośrednią na drzewie rodowym terizinozaurów.